# Ján Zlocha
Ján Zlocha (* 24. März 1942 in Bratislava, Slowakei; † 1. Juli 2013) war ein tschechoslowakischer Fußballspieler. Der Abwehrspieler gewann 1969 den Europapokal der Pokalsieger und debütierte im selben Jahr in der tschechoslowakische Nationalmannschaft.

## Sportlicher Werdegang
Zlocha spielte ab 1964 für den FC Spartak Trnava im Erwachsenenbereich. 1966 wechselte der Defensivspieler zum amtierenden Meister Dukla Prag, mit dem er das Halbfinale im Europapokal der Landesmeister 1966/67 erreichte, kehrte aber bereits nach einer Spielzeit zurück. 1967 gewann er mit Spartak Trnava seinen ersten Titel, als Sparta Prag in den Endspielen um den tschechoslowakischen Landespokal geschlagen wurde. Diesem Erfolg folgte in der anschließenden Spielzeit der Gewinn des Meistertitels mit fünf Punkten Vorsprung auf Vizemeister ŠK Slovan Bratislava. Diesem schloss er sich nach Ende der Spielzeit an, mit dem amtierenden Pokalsieger zog er ins Endspiel um den Europapokal der Pokalsieger 1968/69 ein. Beim 3:2-Erfolg über den spanischen Vertreter FC Barcelona stand er in der Startelf, der Klub wurde der erste osteuropäische Europapokalsieger. Nach einer Vizemeisterschaft in der tschechoslowakischen Liga gewann er 1970 auch mit seinem neuen Verein die Meisterschaft. Im Europapokal der Landesmeister 1970/71 erreichte er mit dem Klub das Achtelfinale, dabei war ihm in der ersten Runde beim 2:1-Hinspielerfolg gegen den dänischen Vertreter B 1903 Kopenhagen einer seiner seltenen Torerfolge gelungen. 1974 beendete er nach 203 Ligaspielen, in denen er acht Tore erzielt hatte, mit dem dritten Meistertitel seiner Karriere die aktive Laufbahn.
Zwischen 1969 und 1970 bestritt Zlocha vier Länderspiele für die tschechoslowakische Nationalmannschaft. Er gehörte unter Auswahltrainer Jozef Marko zum Aufgebot bei der Weltmeisterschaftsendrunde 1970. Dabei bestritt er beim zweiten Gruppenspiel, einer das vorzeitige Ausscheiden bedeutenden 1:2-Niederlage gegen Rumänien, sein einziges Turnierspiel sowie letztes Länderspiel.